# Winterheart's Guild
Winterheart's Guild är det tredje studioalbumet med det finländsk power metal-bandet Sonata Arctica från 2003, utgivet av skivbolaget Spinefarm Records. Alla låtarna på albumet är skrivna av Tony Kakko.

## Låtlista
1. "Abandoned, Pleased, Brainwashed, Exploited" – 5:37
2. "Gravenimage" – 6:58
3. "The Cage" – 4:38
4. "Silver Tongue" – 3:58
5. "The Misery" – 5:09
6. "Victoria's Secret" – 4:43
7. "Champagne Bath" – 3:58
8. "Broken" – 5:17
9. "The Ruins of My Life" – 5:14
10. "Draw Me" – 4:06

Bonusspår på japanska utgåvan
"The Rest of the Sun Belongs to Me" – 4:22 (som spår 9 på Japan-utgåvan)

## Singlar
- "Victoria's Secret"
- "Broken"

## Medverkande
Musiker (Sonata Arctica-medlemmar)
- Tony Kakko – sång, keyboard
- Jani Liimatainen – gitarr
- Marko Paasikoski – basgitarr
- Tommy Portimo – trummor

Bidragande musiker
- Jens Johansson – keyboard-solon (på "The Cage", "Silver Tongue", "Victoria's Secret" och "Champagne Bath")

Produktion
- Sonata Arctica – producent
- Ahti Kortelainen – ljudtekniker
- Mikko Karmila – ljudmix
- Mika Jussila – mastering
- Tony Kakko – omslagsdesign
- Janne Pitkänen – omslagskonst
- Toni Härkönen – foto
- Eric Philippe – logo